# Jan Wijnants
Pour les articles homonymes, voir Wynants.
Jan Jansz Wijnants ou Wynants (1632-23 janvier 1684), est un peintre hollandais de l'époque baroque.

## Biographie
Fils d'un marchand d'art également nommé Jan Wijnants, inscrit à la Guilde de Haarlem en 1642. Il est lui-même documenté dans cette ville jusqu'à son départ à Amsterdam vers 1660. Il est le beau-frère (par le remariage de son père) du peintre Egbert van Heemskerk II.
Il a commencé à peindre peu avant 1650, influencé par les paysages de dunes près d'Haarlem et par le travail de Dirck Wijntrack, connu pour ses tableaux de champs. Les deux artistes ont collaboré en 1650 et ont signé ensemble le tableau La Maison de campagneen 1654.
À Amsterdam, il acheta une auberge pour compléter ses revenus.
Il est connu pour ses paysages, mais la débauche à laquelle il s'adonne nuit à sa fortune et à sa réputation. Il est le maître d'Adriaen van de Velde et inspire le style de Thomas Gainsborough.
Au siècle suivant, Marie-Catherine Riollet traduisit au burin plusieurs de ses tableaux.

## Œuvres
- Paysage avec un arbre nu (1659), huile sur toile, 47 × 59 cm, Wallace Collection, Londres[1]
- Paysage de colline (début 1660), huile sur toile, 56 × 50 cm, Wallace Collection, Londres[1]
- La Route (v. 1660-1665), huile sur toile, 56,6 × 50 cm, Wallace Collection, Londres
- Paysage avec du bétail (1661), huile sur toile, 62 × 89 cm, Wallace Collection, Londres[1]
- Paysage aux chasseurs (vers 1660-1670), huile sur toile, 48 x 57 cm, musée Fabre, Montpellier
- Le Repos des chasseurs au faucon[3], huile sur toile, 64 x 81 cm[4]